# Sciott
Il termine sciott (scritto anche chott in francese; dall'arabo شط, šaṭṭ, "riva, costa", dalla radice šṭṭ, "eccesso, deviazione") è usato per indicare dei particolari laghi salati presenti nella regione sahariana dell'Africa. Essi hanno la particolare caratteristica di essere asciutti per la maggior parte dell'anno e di ricevere un po' d'acqua durante l'inverno. Quest'acqua può talvolta dare origine ad una falda acquifera.